# Torsktjärnen (Nås socken, Dalarna)
Torsktjärnen är en sjö i Vansbro kommun i Dalarna och ingår i Dalälvens huvudavrinningsområde.